# خوسيه ماريا بوسادا
خوسيه ماريا بوسادا (بالغاليسية: Xosé María Posada Pereira)‏ هو صحفي وكاتب وشاعر إسباني، ولد في 19 مارس 1817 في فيغو في إسبانيا، وتوفي في 19 نوفمبر 1886 في بونتيفيدرا في إسبانيا.